# Hipódromo de Peralvillo
El Hipódromo de Peralvillo fue un hipódromo ubicado en Ciudad de México inaugurado en 1882 y desmantelado en 1913.
En el libro México Pintoresco, Artístico y .Monumental, el historiador Manuel Rivera Cambas informa que el de Peralvillo fue el primer hipódromo formal de la Ciudad de México. Hasta entonces, las carreras de caballos se improvisaban lo mismo en terrenos de San Lázaro que en el Rancho de Nápoles, "cerca del pueblo de la Piedad". Fue inaugurado el 23 de abril de 1882 por la Sociedad Mexicana de Carreras. 

## Historia
Para lograr la edificación del hipódromo, se compró a Soledad Azcárate de Tayera, un gran terreno de 600 000 metros² al poniente de la Garita de Peralvillo, a unos 200 metros de la Calzada de la Ronda, por el oriente llegaba casi a la Calzada de los Misterios sobre la cual corrían las vías de Ferrocarriles Nacionales de México que iba al puerto de Veracruz. Tenía una capacidad para 4,720 personas.
La pista oval medía 1,500 metros y la recta 600 metros, la inversión en tribunas, pistas, pozos, terraplenes, etc., fue de $30,000. Ahí se celebraban dos temporadas clásicas: la de primavera y la de otoño y, esporádicamente, carreras y otros espectáculos organizados por los clubes hípicos alemán, francés y militar. También fue teatro de carreras de bicicletas y de la primera carrera de automóviles celebrada en la Ciudad de México, que se efectuó el 27 de enero de 1903, organizada por la colonia alemana para celebrar el cumpleaños del Emperador Guillermo II.
Este proyecto estuvo a cargo del General Pedro Rincón Gallardo, quien fundó la Sociedad Mexicana de Carreras de México (Jockey Club), teniendo como socios a Porfirio Díaz Jr., las familias Casassús, De la Torre y Mier, Barniff, Pearson, Sánchez Ramos, Escandón, Limantour, Scherer, así como Francisco Somellera, Francisco Lizardi, Manuel Loera, Eduardo Rincón Gallardo, Bermejillo y Pimentel y Fagoaga, entre otros. De este modo la Sociedad Mexicana de Carreras tuvo que aumentar su membresía a 70 afiliados.
Las instalaciones del Hipódromo de Peralvillo albergaban una sala de armas, gabinetes para fumar y dormir la siesta, boliche, comedores, salones de lectura, billar, todo lo necesario para el uso exclusivo de los miembros del Club. Esta sociedad ya conocida como Jockey Club Mexicano, tenía su casa sede en la “Casa de los azulejos” en 1883, en la que permanecieron por casi 30 años.
Al paso del tiempo se consideró que el acceso era difícil, por lo que se acordó construir uno nuevo en terrenos de la exhacienda de la Condesa de Miravalle, actual Colonia Condesa, mucho más accesible y con mejor clima, el cual se inauguró en 1910, con lujo y pompa.
El Hipódromo de Peralvillo fue finalmente desmantelado en 1913. En terrenos ubicados frente al Hipódromo estuvo la Garita de Vallejo que, al desaparecer, sirvió para alojar las oficinas y talleres de la fábrica La Consolidada. Al caducar el contrato que el Jockey Club Mexicano tenía con el gobierno del Distrito Federal, este predio fue ocupado por las autoridades de la Ciudad de México.

## Colonia Ex-hipódromo de Peralvillo
Dicha colonia con el código postal 06250 se encuentra dentro de la Delegación Cuauhtémoc y delimitada de la siguiente forma: Al Norte con la Colonia Peralvillo en la calle Juventino Rosas; al sur con el Conjunto Urbano Nonoalco Tlatelolco en el Eje 2 Norte "Manuel González" y la Calzada de “La Ronda”; al Oriente con la Colonia Maza en la Calzada de los Misterios sobre la cual corrían las vías del FF.CC. Mexicano que iba al Puerto de Veracruz; al Poniente con la Colonia San Simón Tolnahuac en las calles Prol. Lerdo y la Calzada de Vallejo.

### Historia
En 1903, el Gobierno Federal había comprado a la Sociedad Anónima del club Mexicano el predio conocido entonces con el nombre de Rancho de Vallejo, dentro del cual se estableció el Hipódromo mexicano. La superficie del inmueble era de 934,856 metros cuadrados. En su origen, el terreno se destinó a la construcción de un  y de un campo de maniobras militares.
En 1910, el presidente de la República dispuso que parte de los terrenos, aún desocupados, sirvieran para formación de un parque nacional. Pero en 1921, por acuerdo presidencial se ordenó que esa parcela del rancho se vendiera a un particular fuera de concurso y en la suma determinada por avalúo. No prosperó la idea y, finalmente, durante el gobierno de dentro de un clima político en el que las demandas de los trabajadores, incluso por vivienda, se intentaban integrar a un vasto y complejo aparato de representaciòn sindical y polìtica. Ordenó en 1922 que 30,000 metros cuadrados de terreno “fuesen entregados a Jesús Abitia para la fundación de una pequeña colonia cuyas parcelas habrían de ser pagadas por los colonos en anualidades vencidas en un plazo de cinco años”.
Se carece de información referida a los primeros años de vida de la colonia, la Sociedad Cooperativa creada por un grupo de colonos bajo la razón social Plutarco Elías Calles S.C.L., nació en 1926 año en que el presidente de la República derogó el acuerdo de 1922 que la Secretaría de Hacienda y Crédito Público mantenía con los colonos, para entonces formular un contrato de cesión onerosa del mencionado terreno a favor de sus ocupantes. Según un informe de dicha secretaría, “el día 17 de octubre el Gobierno Federal procedió a la celebración de tal contrato, entregándose a los miembros de la cooperativa los terrenos que forman la colonia Ex-Hipódromo de Peralvillo”, durante los primeros años de su existencia, la cooperativa de colonos observó funcionamiento satisfactorio. Al hacer entrega de los terrenos, el General Calles estipuló que 4 lotes de la colonia fueran entregados al maestro de obras Agustín Garrido como pago por sus servicios en la construcción de la casa del General en la colonia Anzures y le encomendó la revisión del trazo de las calles de la colonia así como la organización de los vecinos para la introducción de los servicios públicos.
En ese periodo se llevaron a cabo las obras de introducción de agua y drenaje y, según manifestaba un grupo de colonos años más tarde, ese desempeño fue producto de que “sus consejos de administración laboraron con tal desinterés y verdadero espíritu de cooperativismo que, a excepción del secretario, no cobraron sueldos ni gratificaciones y los servicios públicos más urgentes se establecieron a base de buen trabajo y ahorros benéficos para la colectividad”.